# Élection présidentielle chilienne de 1942
L’élection présidentielle chilienne de 1942 a eu lieu le 2 février 1942. L'élection fut remportée par le radical Juan Antonio Ríos qui battit le candidat de la droite Carlos Ibáñez del Campo.

## Contexte

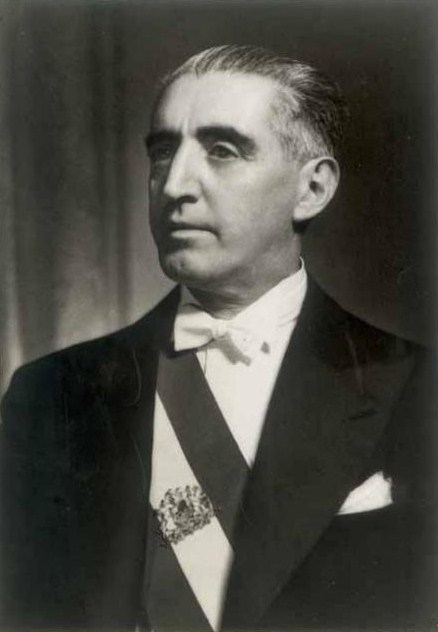
Portrait officiel du président élu Juan Antonio Rios en 1942.

En 1941, le président radical sortant Pedro Aguirre Cerda nomma le ministre de l'Intérieur Jerónimo Méndez vice-président en raison de la dégradation rapide de son état de santé. Il mourut peu après, le 25 novembre 1941. Des élections présidentielles furent convoquées pour le 1er février 1942.
Deux jours avant les primaires internes au Parti radical, Gabriel González Videla, qui représentait l'aile la plus à gauche du Parti radical, rentra au Chili pour contester la nomination à Juan Antonio Rios. Les résultats furent extrêmement serrés et une commission électorale ad hoc proclama finalement Juan Antonio Rios candidat de la coalition de gauche, l'Alliance démocratique. Cette dernière était formée du Parti radical, du Parti socialiste, du Parti communiste, du Parti démocrate et du Parti socialiste des ouvriers.
La droite, elle, s'unit derrière la candidature du général Carlos Ibañez del Campo qui reçut le soutien du Parti conservateur, du Parti libéral, de l'Avant-garde populaire socialiste (parti fasciste) et de la majorité des indépendants.

## Résultats
| Candidat                 | Parti/Coalition                  | Votes   | %      |
| Juan Antonio Ríos        | Alliance démocratique            | 260,034 | 55.95  |
| ------------------------ | -------------------------------- | ------- | ------ |
| Carlos Ibáñez del Campo  | Libéraux/Conservateurs/Fascistes | 204,635 | 44.03  |
| Divers                   |                                  | 124     | 0.03   |
| Blancs/nuls              |                                  | 1,714   |        |
| Total des votes valables |                                  | 464,793 | 100.00 |

Source: 